# Hartmut von Hentig

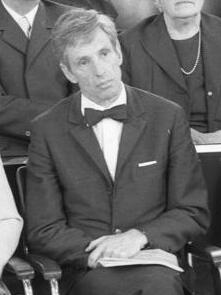
Hartmut von Hentig, 1972

Hartmut von Hentig (* 23. September 1925 in Posen) ist ein deutscher Erziehungswissenschaftler und Publizist.
Er war vor allem in der westdeutschen Reformpädagogik seit den 1960er Jahren einflussreich, ab 1965 Mitglied des Wissenschaftlichen Beirats der zu gründenden Universität Bielefeld und dort ab 1968 Professor für Pädagogik. Von Hentig wirkte maßgeblich mit an Errichtung und Ausgestaltung der Bielefelder Schulprojekte Laborschule und Oberstufen-Kolleg, deren wissenschaftlicher Leiter er seit der Eröffnung 1974 bis zu seiner Emeritierung im Jahr 1987 war.
Während und nach seiner beruflichen Tätigkeit war von Hentig mit Vorträgen und Buchpublikationen am öffentlichen Diskurs im Spannungsfeld von Gesellschaft, Politik und Pädagogik vielfältig beteiligt und fand starke Beachtung; unter anderem formulierte er den Sokratischen Eid für Erzieher und Lehrer. Im Zusammenhang mit dem 2010 bekannt gewordenen systematischen sexuellen Missbrauch an der Odenwaldschule war und ist er als langjähriger enger Freund und damaliger Lebensgefährte des als Haupttäter beschuldigten ehemaligen Schulleiters Gerold Becker öffentlicher Kritik ausgesetzt.

## Leben und Wirken

### Kindheit und Schulbesuch
Hartmut von Hentigs Eltern waren der Diplomat Werner Otto von Hentig und seine Frau Natalie, geb. von Kügelgen. Die Ehe der Eltern wurde geschieden. Der Vater entführte Hartmut und seine ältere Schwester Helga in die USA, obwohl die beiden Kinder laut Scheidungsurteil der Mutter zugesprochen waren. In San Francisco arbeitete der Vater als deutscher Generalkonsul und heiratete erneut. 1932 kehrte von Hentig mit seiner Familie, dem Vater sowie mit Halbgeschwistern aus dessen zweiter Ehe, für gut zwei Jahre nach Deutschland zurück. 1935 nahm der Vater den Botschafterposten in Bogotá an und ließ die Familie nachkommen. Anfang 1936 wurde der Vater auf einen Interimsposten in Amsterdam berufen, während Hartmut und die übrige Familie bei der Großmutter in Partenkirchen lebte. Im Februar 1937 kehrte die Familie nach Berlin zurück, wo Hartmut von Hentig während der folgenden Jahre am Französischen Gymnasium (FG) unterrichtet wurde.

### Kriegseinsatz und Studium
Nach Abitur und Reichsarbeitsdienst, den er von März bis August 1943 im Saarland absolvierte, ging von Hentig zur Wehrmacht. Er strebte eine Offizierslaufbahn an. Die Ausbildung fand in Insterburg in Ostpreußen, in der Nähe von Białystok und in Jena-Zwätzen statt. Während eines Heimaturlaubs in Berlin erlebte er bei einem Luftangriff die Zerstörung der elterlichen Wohnung im Hansaviertel mit. Sein Einsatz an der Ostfront währte nur wenige Wochen. In einer Rezension seiner Autobiografie für die Jüdische Allgemeine charakterisiert Benjamin Ortmeyer Hartmut von Hentig als „Herrenmenschen mit Landserstil und Chauvinismus“.
Von Hentig erlitt am Duklapass einen Brustdurchschuss und kam ins Feldlazarett nach Neu Sandez. Anfang 1945 wurde er zu einem Offiziersbewerberlehrgang einberufen. Im Range eines Leutnants reiste er als „Führerreserve“ des OKH im April 1945 von Wischau in Mähren nach Berlin und von da weiter nach Bayern.

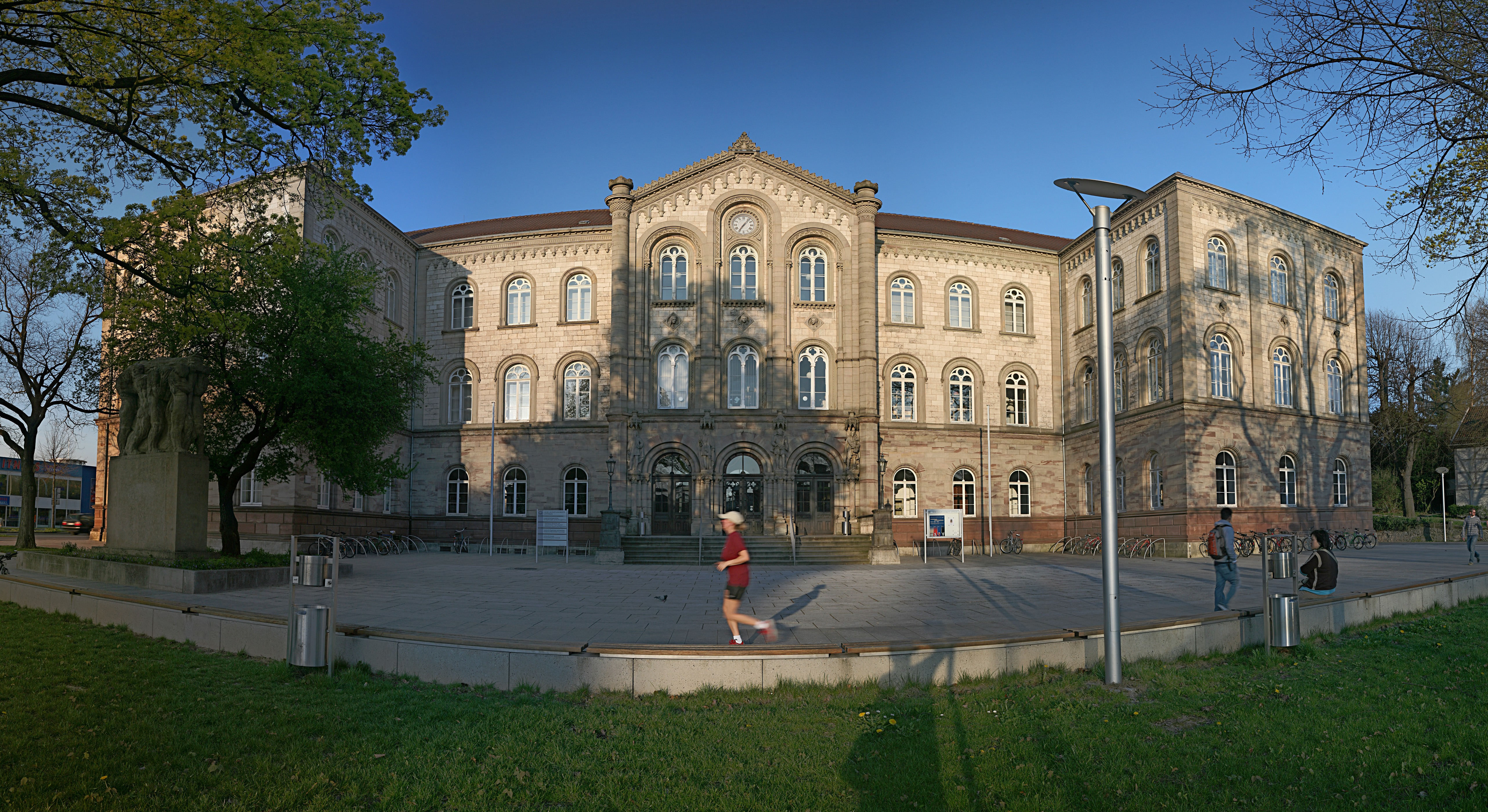
Das alte Auditorium maximum der Göttinger Universität

Von Hentig geriet Anfang Mai in amerikanische Kriegsgefangenschaft, kam aber bereits im September wieder frei. Anfang 1946 nahm er an der Georg-August-Universität in Göttingen ein Studium der Klassischen Philologie mit Geschichte als Nebenfach auf, außerdem hörte er Professoren diverser Fachrichtungen. Zudem begann er, anstehende Prüfungen scheuend, eine Töpferlehre. In der ersten Jahreshälfte 1948 erlangte er ein College-Stipendium in den USA. In Elizabethtown (Pennsylvania) setzte er sein Studium fort.

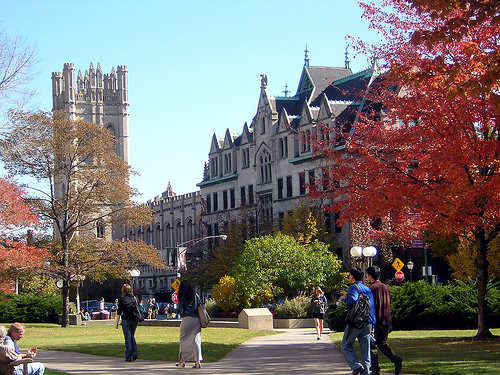
Universität von Chicago

1950 erhielt von Hentig ein Stipendium als Fellow an der University of Chicago, wo er bei Benedict Einarson eine Dissertation über Thukydides zu schreiben begann. Nachdem er im Juni 1953 das Rigorosum abgelegt hatte, kehrte er nach Deutschland zurück.

### Schuldienst und Professur für Pädagogik

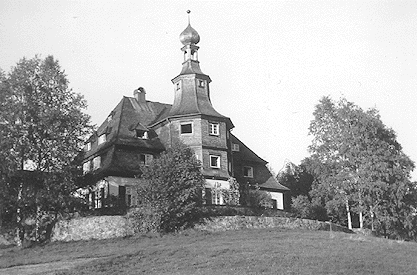
Schule Birklehof, Haupthaus (1966)

Von Hentig trat auf Empfehlung von Hellmut Becker am Birklehof in Hinterzarten, einem von Georg Picht geleiteten Landerziehungsheim, noch ohne Lehrerexamen in den Schuldienst. Unter von Hentigs Schülern am Birklehof war auch der Sohn von Ernst Klett. Daraus entwickelte sich eine freundschaftliche Beziehung zu dem Verleger, der von Hentig Publikationsangebote machte. Im Zuge einer Entfremdung von Picht, die nach zwei Jahren in von Hentigs Weggang mündete, kritisierte er, dass auch der Birklehof den „Zwängen und Pressionen eines Kollektivs“ nicht entronnen sei und nicht zur Selbständigkeit erzogen habe, sondern „zu einem Selbständigkeitsgebaren – zu moralischen Eitelkeiten und zum Unterlaufen der Regeln, die die Freiheit sichern.“

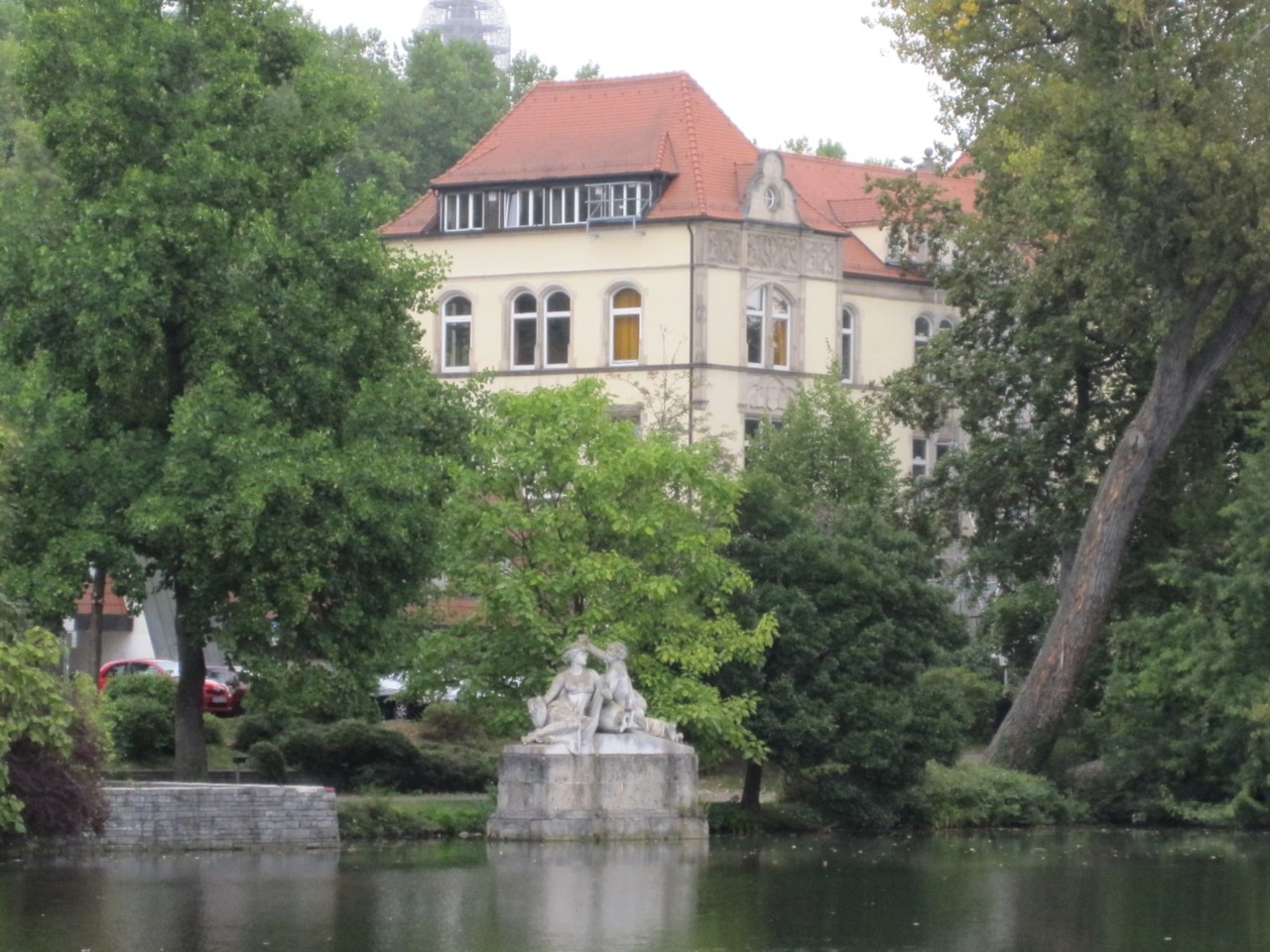
Uhland-Gymnasium Tübingen – Ansicht vom Anlagensee

Anfang 1956 legte von Hentig, um sich für den öffentlichen Schuldienst nachzuqualifizieren, in Göttingen (Niedersachsen) das Erste Staatsexamen ab, musste aber, um dann wie gewünscht in Tübingen (Baden-Württemberg) – und damit in relativer Nähe zum Klett-Verlag – das Lehramtsreferendariat absolvieren zu können, noch ein drittes Prüfungsfach zusätzlich erfolgreich bestehen. Teile der Referendarszeit am Uhland-Gymnasium Tübingen verbrachte von Hentig als assistant teacher für alte und neue Sprachen an der Bryanston School sowie mit Hospitationen an anderen englischen Schulen. Er empfing dort Anregungen für seine erste selbständige Buchpublikation Probleme des altsprachlichen Unterrichts, dargestellt am Modell der englischen Schulen (1961). Noch während des England-Aufenthalts 1957 wurde von Hentig in einem beschleunigten Verfahren und unter Verzicht auf gängige Bestandteile des Zweiten Staatsexamens zum Studienassessor am Uhland-Gymnasium befördert.
Im Frühsommer 1962 erhielt von Hentig durch Heinrich Roth die Nachricht, die für Pädagogik zuständige Berufungskommission der Göttinger Universität habe seine Berufung zum Frühjahr 1963 auf den vakanten Lehrstuhl von Herman Nohl beschlossen. Man wisse von seiner Arbeit an einer größeren Publikation, die nach Fertigstellung gewiss als Habilitationsschrift anerkannt werden könne, und hoffe auf seine Zusage.
In den Unruhen nach dem tödlichen Schuss des Polizisten Karl-Heinz Kurras auf den Studenten Benno Ohnesorg während der Demonstration am 2. Juni 1967 in West-Berlin setzte sich von Hentig mit Ansprachen in Göttingen und anlässlich der Beisetzung Ohnesorgs in Hannover für eine Politisierung des universitären Wissenschaftsbetriebs ein:

### Gesellschaftsanalyse und pädagogische Aufklärung
Nach Auffassung des Erziehungswissenschaftlers Rudolf Messner sind von Hentigs Konzepte zu Schule und Bildung lebensgeschichtlich verankert. Er verweist unter anderem auf die Kriegserlebnisse und auf das „Erlebnis Amerika“. Von Hentig hebt hervor, er habe bereits als Lehrer in der Sammelpublikation Bestandsaufnahme: Eine deutsche Bilanz 1962 für die deutsche Pädagogik im gesamtgesellschaftlichen Rahmen das Ziel formuliert, „die Menschen so zu erziehen, dass sie ein zweites 1933 rechtzeitig erkennen und entschlossen verhindern würden“. Das war vier Jahre vor Theodor W. Adornos berühmtem Diktum: „Die Forderung, dass Auschwitz nicht noch einmal sei, ist die allererste an die Erziehung“.
In der Vortragssammlung Die Menschen stärken, die Sachen klären (1985) kombinierte von Hentig gesellschaftsanalytische Aspekte mit aufklärerischem Anspruch und der Begründung seines pädagogischen Reformansatzes. Wichtige Bezugsgrößen sind für ihn dabei die antike Polis und Sokrates, der in der attischen Demokratie seine Mitbürger über ihr Nichtwissen aufklärte, sowie Jean Jacques Rousseaus Gesellschaftsmodell und Erziehungslehre. Hingegen distanziert von Hentig sich von einem Aufklärungsverständnis, das mit der Vorstellung eines gleichsam automatischen Fortschritts gekoppelt ist: Dieser müsse vielmehr „wieder an den Zügel der Vernunft genommen werden“. Dem Beitrag des heutigen Wissenschaftsbetriebs zu einer systemkritischen Aufklärung steht er skeptisch gegenüber. Als Teil des arbeitsteiligen Systems sei ihr Erkenntnishorizont begrenzt.

### Pädagogische Leitvorstellungen
Den starken Einfluss Rousseaus auf das eigene politische und pädagogische Denken führte von Hentig 2003 in der Schrift Rousseau oder die wohlgeordnete Freiheit zusammenhängend aus. So betont er die alters- und entwicklungsgerechte individuelle Förderung; die Bereitschaft, den Aufwachsenden für ihren Bildungsprozess Zeit zu lassen, ohne den Erlebnis- und Lernprozess zu forcieren; die Vermittlung von Moral und Werten über Erfahrung und Einsicht, nicht über Belehrung und Autorität. Von Hentig wendet sich gegen Determinismus und Konditionierungstechniken, gegen die Vorstellung, alles Bedeutsame „müsse ‚vermittelt‘, abgefragt, als ‚Lernziel‘ ausgewiesen, ausgemessen und abgehakt“ werden. Unberücksichtigt und ungenutzt blieben dabei die menschlichen Formungspotentiale von Fehlern, Zufällen und Besonderheiten sowie die List der Vernunft.
Nicht nur als Lernort, sondern auch als Lebensort und als Raum individueller und sozialer Erfahrungen im Sinne John Deweys soll eine Schule nach von Hentigs Vorstellungen dienen. Damit Schüler selbst zu ordnen lernten, müsse Schule ihre eigene Ordnung zurücknehmen. Die Selbständigkeit von Schülern solle gefördert und belohnt werden. Von Hentig plädiert für eine Schulform, die „so viel stumpfsinnige, widerwillig geleistete Übung wie möglich durch geistvolle, selbstmotivierte, kooperative Übung“ ersetzt.
Als wirkliche Schule für das Leben schwebt von Hentig eine Miniaturausgabe der Polis vor, eine „Schulpolis“, in der außer Unterricht und Pausen auch Gemeinschaftsaufgaben wichtig sind: „Planen, Entscheiden, Kontrollieren; das Haus in Ordnung bringen, verschönern, verändern; Feste, Versammlungen, Beratungen; für sich sein, im Gespann arbeiten, in arbeitsteiligen Verbänden wirken …“ Er setzt sich für den Rückbau der von ihm so bezeichneten „Belehrungsschule“ ein und für eine „Erziehung durch die Dinge“. Die herkömmliche Altersdifferenzierung von Klassen sieht von Hentig kritisch. Er votiert für Drei- bis Vierjahresgruppen. Für eine adäquate Förderung der Schüler sollte die Lerngruppengröße unter 20 liegen.
Zu den wichtigsten lebensvorbereitenden Aufgaben von Schule gehört es nach von Hentig, Verstehen in dem Sinne zu lehren, dass der Erkennende über die Gründe des Erkannten Bescheid weiß. Lehrer, die solches Verstehen fördern wollen, müssten das ihnen aus dem Studium vertraute wissenschaftliche Instrument der Erkenntnisgewinnung auf eine Weise umwandeln, dass Schüler aus Neugier und mit eigenen Mitteln sich nun ihrerseits dafür interessierten und damit beschäftigten. Von Hentig begreift diesen Ansatz als eine Wissenschaftspropädeutik in sokratischer Manier. Dies sei mit großen Anforderungen an die Lehrerpersönlichkeit und -kompetenz verbunden: „Die Person des Lehrers ist sein wirksamstes Curriculum.“ Lehrer sollten nach seinem Dafürhalten der Schule auch über die formale Unterrichtsverpflichtung hinaus Zeit widmen. Die Vorbildwirkung des Lehrers sei überhaupt maßgeblich.

### Gründung der Bielefelder Schulprojekte

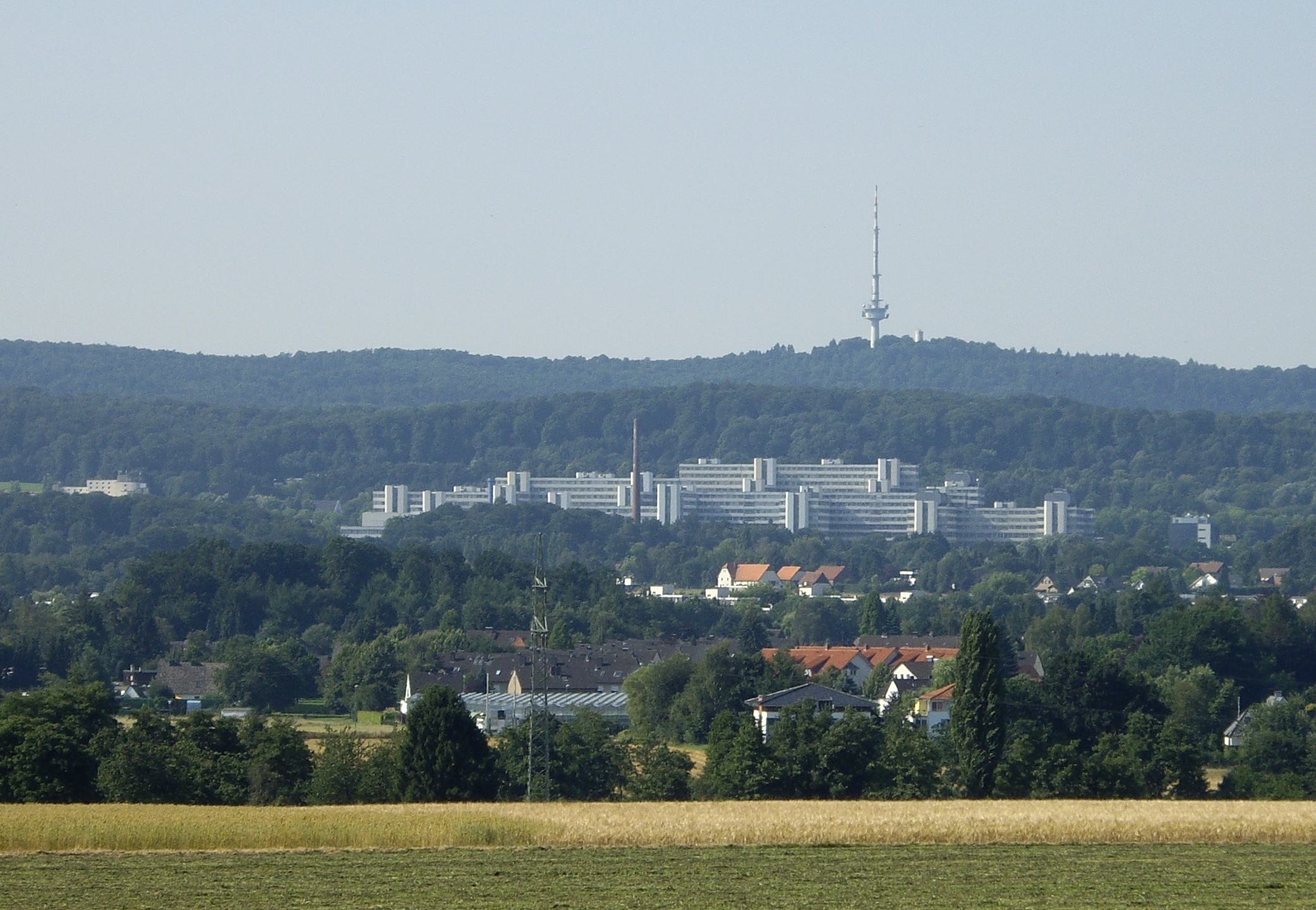
Die Universität Bielefeld am Hang des Teutoburger Waldes

Als Helmut Schelsky 1966 eine Reformuniversität in Ost-Westfalen konzipierte und Hartmut von Hentig um Mitwirkung an der Planung im Wissenschaftlichen Beirat bat, erhielt er die Zusage unter der Bedingung, dass eine laboratory school und ein College eingerichtet würden, die im Forschungsmittelpunkt der künftigen pädagogischen Fakultät stehen sollten. Am 9. Oktober 1968 wurde von Hentig zum Professor an der neuen Universität Bielefeld ernannt. Für die nach seiner Vorstellung als Gemeinschaftswerk zu schaffenden Versuchsschuleinrichtungen setzte er eine von gemeinsamen Grundüberzeugungen getragene demokratische Entscheidungsfindung voraus und betonte den Prozesscharakter der Schulprojekte:

„Sie bringt sich und ihre Ordnungen und Wandlungen selbst hervor. – Unsere Schule geht empirisch vor: Entwurf, Überprüfung, Korrektur.“

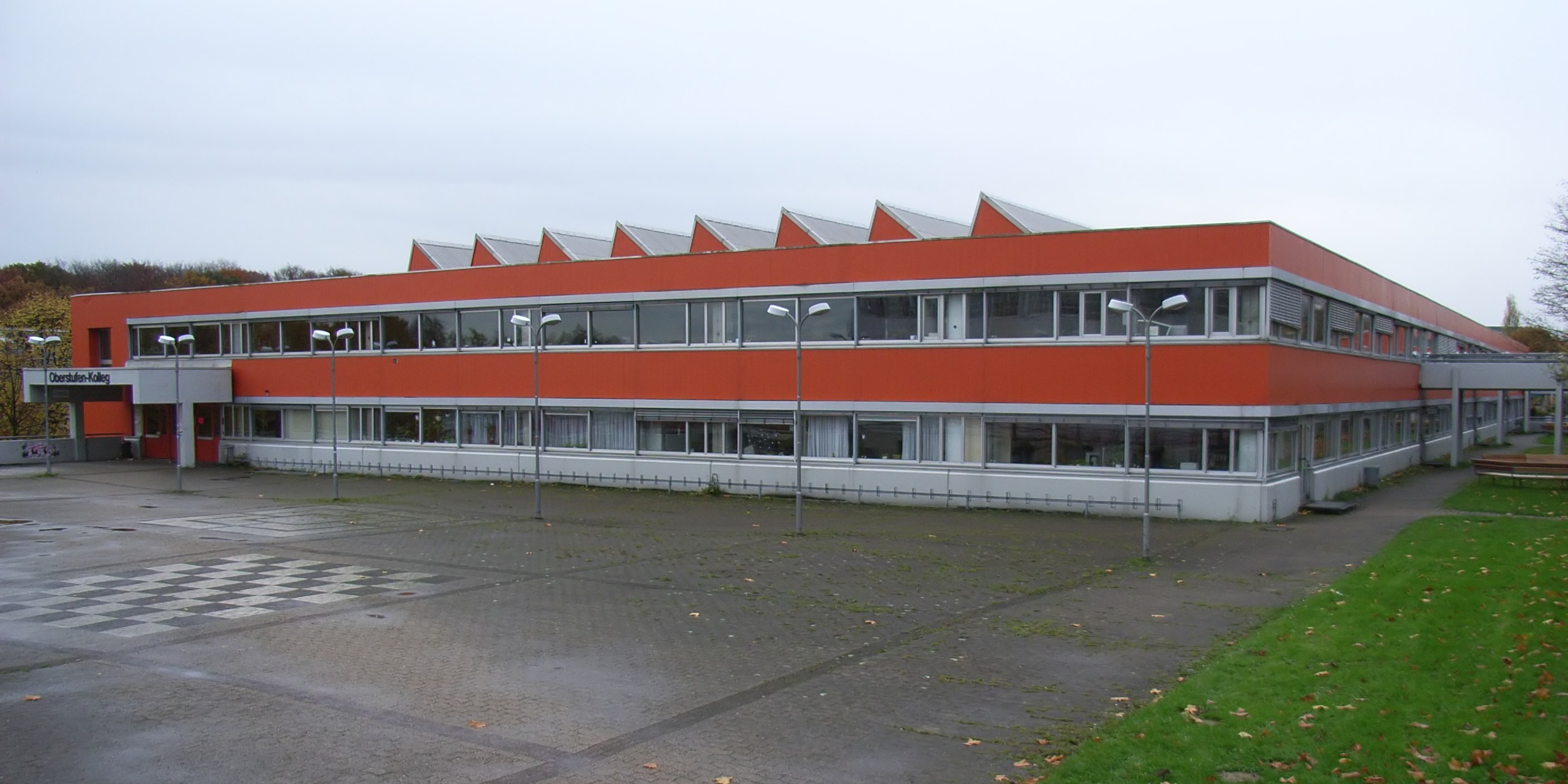
Bielefelder Oberstufen-Kolleg

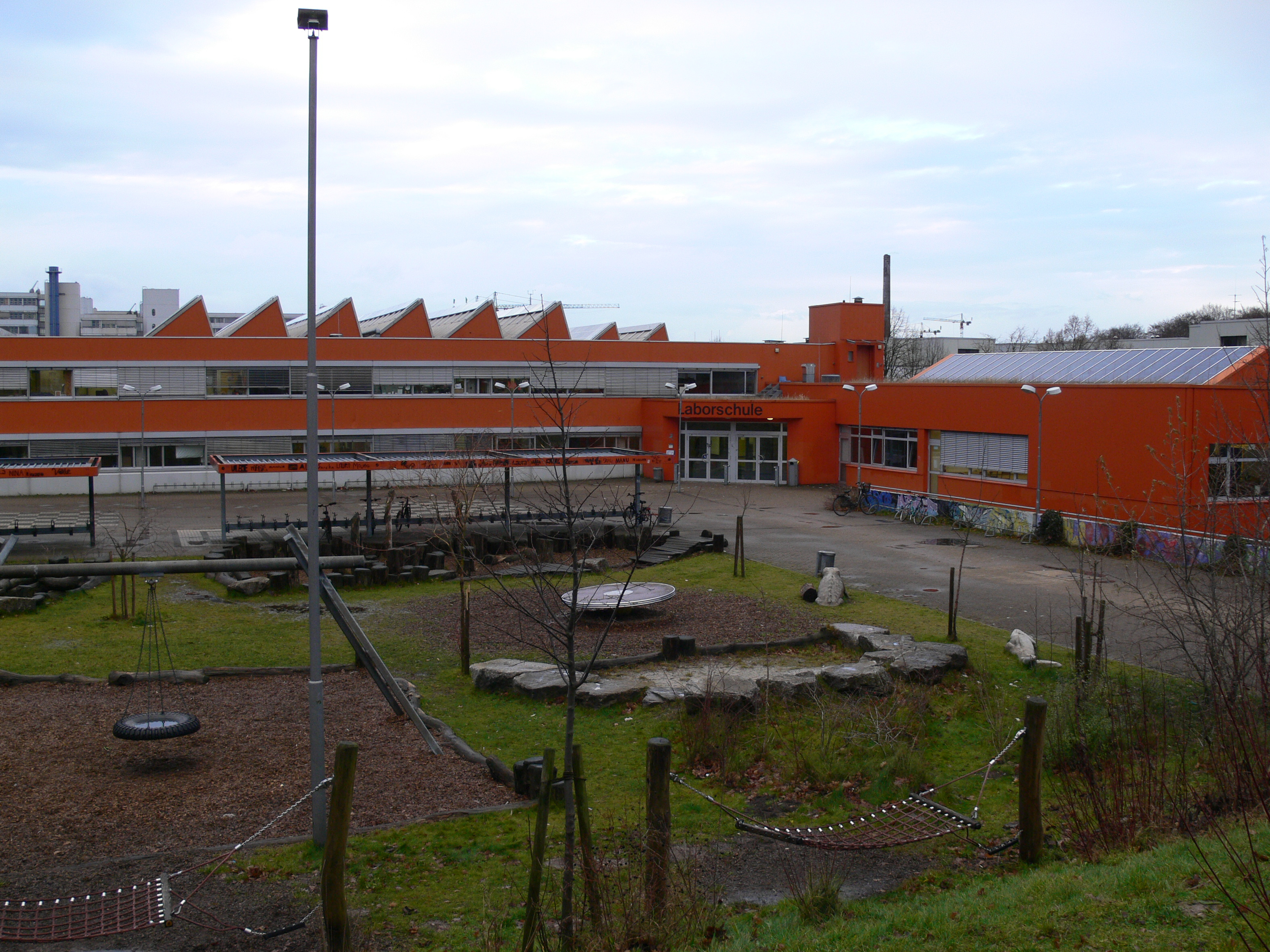
Laborschule und Außenanlagen

Von Hentig war als Initiator des Gesamtvorhabens in beiden Aufbaukommissionen tätig. Er vertrat die Projekte in allen wichtigen Fragen auch nach außen, so hinsichtlich der Rechenschaftslegung für die benötigten Finanzmittel und bei der Begründung von zu erteilenden Genehmigungen. Parallel dazu war er an der Ausgestaltung der neuen Universität und am Aufbau der Fakultät für Pädagogik, Philosophie und Psychologie beteiligt, die er durchgesetzt hatte. Hervorstechendes Merkmal der Gebäudeplanung war der Verzicht auf die übliche Klassenzimmereinrichtung zugunsten von Großräumen, die sich die zu Stammgruppen zusammengefassten Schüler bzw. Kollegiaten teilen und dem jeweiligen Unterrichts- oder Beschäftigungszweck entsprechend gestalten sollten. Davon erhoffte er sich eine zivilisierende Wirkung auf die Schüler und Kollegiaten, eine größere Nähe zum wirklichen Leben, Geborgenheit in kleinen Stammgruppen bei gleichzeitiger Bereitschaft zur Öffnung gegenüber der größeren Gemeinschaft und einen Zugewinn an Lern- und Begegnungsflächen.
Bis zu seiner Emeritierung 1988 war er als Wissenschaftlicher Leiter der Bielefelder Schulprojekte und als Laborschullehrer tätig. Vor allem der Aufbau der Laborschule erwies sich als ein von vielen Schwierigkeiten und zwischenmenschlichen Reibungsverlusten begleiteter Prozess. Beteiligte klagten über zeitraubend verfehlte Prioritätensetzung, mangelnde Koordination grundlegender politischer, pädagogischer und curricularer Entscheidungen, Fronten zwischen Theoretikern und Praktikern, zwischen Natur- und Geisteswissenschaftlern, zwischen „Linken“ und „Rechten“. Das Oberstufen-Kolleg wurde trotz intensiver diplomatischer Bemühungen von Hentigs durch die Auferlegung einer Abiturprüfung und infolge der Umwandlung zwischen 1978 und 2005 in eine dreijährige gymnasiale „Reform“-Oberstufe zu einer Einrichtung, die nichts mehr mit dem „College“-Konzept zu tun hatte.

### Weiteres politisch-pädagogisches Engagement
Von Hentig engagierte sich nach dem Kongress über „Gemeinschaftsfragen des deutschen Volkes“ 1962 in Berlin, zu dem Willy Brandt ihn eingeladen hatte, für die SPD. Im Sommer 1969 trat er an der Seite anderer prominenter Intellektueller der Sozialdemokratischen Wählerinitiative bei und propagierte in diesem Rahmen als wichtigste Aufgabe einer neuen Regierung, „den Bürgern das Mitdenken in aller Strenge zuzumuten“ und Bildung allen anderen politischen Aufgaben voranzustellen.
In den politischen Auseinandersetzungen um die Hessischen Rahmenrichtlinien für Gesellschaftslehre (HRGG) votierte von Hentig für den Reformansatz. Die HRGG, urteilte er damals, seien zwar noch nicht ausgereift und blieben gewiss auch künftig umstritten: Sie krankten an abstrakter Sprache, strandeten gelegentlich „auf den Sandbänken des Soziologismus“ und ließen es an formaler Korrektheit fehlen. Sie hätten aber gegenüber den bis dahin gängigen Curricula den Vorzug der Offenlegung ihrer Prämissen.
Von Hentig war in der Friedensbewegung aktiv. So nahm er an einer Blockade in Bremerhaven gegen militärische Aufrüstung im Zuge des NATO-Doppelbeschlusses teil. Während der Aktion las er aus Thukydides’ Peloponnesischem Krieg vor, um die Grausamkeit des Krieges zeitübergreifend herauszustellen. Auch an der Blockade der Zufahrt zum amerikanischen Raketendepot auf der Mutlanger Heide im Dezember 1985 nahm von Hentig teil. Dafür wurde er 1987 wegen Nötigung verurteilt. Zufällig war für den Tag nach der Urteilsverkündung die Verleihung des Großen Bundesverdienstkreuzes an von Hentig angesetzt worden.
1982 wurde von Hentig in die Deutsche Akademie für Sprache und Dichtung aufgenommen sowie Mitglied des Goethe-Instituts. Zudem war er Mitherausgeber der Neuen Sammlung – Vierteljahres-Zeitschrift für Erziehung und Gesellschaft. Anlässlich der Rechtschreibreform befand er, dass nicht das Vereinfachen, sondern das Stimmig-Machen Vorrang hätte haben sollen.
Von 1983 an war von Hentig Mitarbeiter des Deutschen Evangelischen Kirchentags. Er ist Mitglied im Beirat der Humanistischen Union und offizieller Unterstützer der überwachungskritischen Datenschutzdemonstration Freiheit statt Angst.
Erinnerung und Aufarbeitung der NS-Vergangenheit blieben für von Hentig auch nach dem Ende seines Berufslebens Anlässe zu eigenem Engagement. So beteiligte er sich bei der Expertenanhörung zum Holocaust-Denkmal 1999 und verfasste einen „Aufruf an alle Deutschen“, sich mit einem eigenen Beitrag an der späten Zwangsarbeiter-Entschädigung zu beteiligen. Zwei Millionen D-Mark kamen auf diese Weise zusammen.

### Leben mit den neuen Medien
In mehreren Werken kritisiert von Hentig den Umgang mit den Neuen Medien. Die in den 1980er Jahren verbreitete kulturkritische These, durch zunehmende Mediennutzung verändere sich die Wahrnehmung der Wirklichkeit, erfuhr in seinem 1987 erschienenen Werk Das allmähliche Verschwinden der Wirklichkeit eine zusätzliche drastische Wendung. Um Kindern einen möglichst authentischen Zugang zur Wirklichkeit zu ermöglichen, riet er darin von der Nutzung von Computern zu Unterrichtszwecken grundsätzlich ab. 2002 revidierte er diese Position: Wolle man „der technischen Zivilisation gewachsen bleiben“ (so der Titel), gelte es kritisch zu prüfen, wann und wie sie sinnvoll eingesetzt werden könnten. Ihren Einsatz im Bildungswesen sah er gleichwohl weiterhin skeptisch, da er eine Zweck-Mittel-Verkehrung befürchtete: Statt den Menschen zu dienen, drohten die Neuen Medien so beherrschend zu werden, dass sie selbst als eigenes Ziel erschienen, an das sich die Menschen anpassen oder dem sie sich unterzuordnen hätten. In einer Welt aus lauter fertigen Bildern ohne Eingriffs- und Probiermöglichkeit weiche die Wirklichkeit vor einer dramatisch inszenierten Ersatzwelt zurück, würden falsche Vorstellungen erzeugt von Ruhm, Arbeit und Geld, von Liebe, Gewalt und Not. Wolle man an einem aufklärerischen Erziehungsziel festhalten, müsse technische Bildung dazu befähigen, die Risiken und Belastungen der technischen Zivilisation zu reflektieren. Dazu gehöre immer auch die normative Frage nach einer lebenswerten Zukunft und einer lebenswerten Gesellschaft.
Die heutzutage nahezu unvermeidliche Mediennutzung der Heranwachsenden gilt es nach von Hentig pädagogisch systematisch auszugleichen. Ein entsprechendes Zeitkontingent wie für Internet, Handy, Walkman und Fernsehen müsse mit Gesprächen und Begegnungen verbracht werden, mit körperlicher Arbeit, mit Lesen und Für-sich-Sein.

„Dies ist meine Pointe: Wir brauchen für eine Welt, in der es Computer gibt, vor allem etwas, was wir an den Computern gerade nicht lernen können – das offene, dialogische, zweifelnde, entwerfende, bewertende, philosophische Denken.“

## Rezeptionsaspekte

### Wandel in der Deutung
In der Beurteilung von Person und Werk von Hentigs stellen die Wochen nach der öffentlichen Bekanntwerdung von Fällen sexualisierter Gewalt seines Lebensgefährten Gerold Becker und anderer Lehrer an Schülerinnen und Schülern der Odenwaldschule einen gravierenden Einschnitt dar. Während von Hentig bis dahin mit Attributen wie „epochaler Pädagoge“, „Nestor der deutschen Pädagogik“, „Doyen der Bildung“ oder „Grandseigneur der Reformpädagogik“ gefeiert worden war, kam es nun aufgrund der engen beruflichen und privaten Bindungen zu Gerold Becker zu Vorwürfen einer „Mitwisserschaft“ oder gar einer in von Hentigs Schriften begründeten Mitverantwortung für die geschehenen Verbrechen.
Anhaltenden Aufklärungsbedarf sieht Christian Timo Zenke in seiner Monographie Hartmut von Hentig und die ästhetische Erziehung. Eine kritische Bestandsaufnahme nicht nur hinsichtlich der persönlichen Verstrickung von Hentigs in die Ereignisse um Gerold Becker und die Odenwaldschule, sondern auch bezüglich der Bedeutung von Hentigs „für die bildungspolitische und erziehungswissenschaftliche Entwicklung der vergangenen Jahrzehnte“. Zu untersuchen seien insbesondere von Hentigs politische und pädagogische Netzwerke samt ihrem Einfluss auf den beruflichen Werdegang. Zur anstehenden Werkanalyse heißt es:

„Theorie und Praxis der hentigschen Pädagogik müssen in systematischer Perspektive rekonstruiert, aufeinander bezogen und in die Ideengeschichte der Reformpädagogik eingeordnet werden, wobei es insbesondere gilt, auf Grundlage einer genauen Lektüre der Schriften Hentigs dessen Umgang mit Begriffen und Themen wie ‚pädagogischer Eros‘, ‚pädagogische Liebe‘ oder ‚Nähe und Distanz in pädagogischen Beziehungen‘ nachzuzeichnen und zu analysieren.“

Darauf aufbauend sei zu prüfen, ob und gegebenenfalls inwiefern die entsprechend kritisch zu prüfenden Arbeiten von Hentigs „gewinnbringend auf aktuelle Fragen und Schwierigkeiten pädagogischer Theorie und Praxis anwenden lassen“.

### Pädagogisches und öffentliches Wirken
Andreas Flitner würdigte Hartmut von Hentig 2005 als „Ausnahmeerscheinung unter den deutschen Universitätspädagogen der Gegenwart“. Niemand anderer habe den Schwerpunkt seiner Lehre so weit in die Schule verlegt, „keiner hat Institutionen so weit greifenden Anspruchs entworfen und praktisch-politisch umzusetzen versucht“. Mit von Hentigs Pädagogik sei auch ein Stück Demokratie-Theorie verbunden, indem sie im Zentrum die Frage behandle, welche Sozialgestalt die Schule haben müsse, die sich demokratisch und Demokratie-fundierend nennen könne.
Die Laborschule Bielefeld als wichtigster praktischer Anwendungsbereich für von Hentigs pädagogisches Denken hat das Ausscheiden ihres Gründers überdauert und besteht unter teils veränderten Rahmenbedingungen fort. Das Modell, wonach Laborschullehrer mit einem Teil ihres Stundendeputats für Forschungszwecke freigestellt waren, wurde aufgegeben, ebenso die Stelle des Wissenschaftlichen Leiters. Dem Forschungsauftrag gehen an der Versuchsschule als Nachfolger von Hentigs nunmehr gewählte Professoren der Bielefelder Fakultät für Pädagogik nach, die dafür mit halbem Deputat freigestellt sind. Neuere Reformvorstellungen in der Bildungspolitik, die sich auf Schule als Lebensraum beziehen, nähern sich Zielen von Hentigs an. Von Anhängern seines pädagogischen Konzepts wird betont, dass von Hentig als schulischen Lebensraum vor allem einen Erfahrungsraum anstrebe (also nicht primär den Lernraum durch Belehrung), der das Erfahrene auch einzuordnen helfe:

„Erfahrungen werden hier nicht nur gesammelt, sondern auch entschlüsselt, analysiert, visualisiert, mit anderen Erfahrungen verglichen, also mit Formen des systematischen und exemplarischen Lernens verbunden, Belehrungen mit Erfahrungen. Davon, dass solche Verbindungen verstärkt glücken, wird die Lebendigkeit unserer Schule auch in Zukunft abhängen.“

Rudolf Messner hält von Hentigs auf schulische Integration gerichtete wissenschaftliche Leistung für unübertroffen auch im internationalen Vergleich und bezeichnet 2005 seine Beiträge zu Schulreform und Schulentwicklung als epochal.
Unter den 1.289 Veröffentlichungen von Hentigs zwischen 1949 und 2010 (von Aufsätzen und Monographien über Sammelbände und Zeitungsartikel bis zu Leserbriefen und öffentlichen Stellungnahmen) finden sich mehr als hundert Beiträge, die den Themenkreis der Ästhetik sowie der ästhetischen Bildung und Erziehung betreffen – für Zenke, der diesen Werkausschnitt in seiner Dissertation untersucht hat, eines der Lebensthemen von Hentigs. Speziell zwei Aspekte stünden für von Hentig diesbezüglich im Zentrum: einerseits die Möglichkeit, die im Zeichengeschehen von Kunstwerken eingelagerten Erfahrungen anderer stellvertretend nachzuvollziehen und so für das eigene Leben fruchtbar machen zu können; andererseits ein individuelles Befreiungspotenzial, das darin bestehe, dass sich dem Einzelnen im Umgang mit der Unbestimmtheit künstlerischer Zeichen eine Erkundung des Möglichen erschließe, eine Gelegenheit zur Einübung in Offenheit und Kreativität und zum Sich-Freispielen gegenüber den herrschenden Zuständen. Zenke gelangt zu dem Schluss, dass von Hentigs Arbeiten zu diesem Thema weiterhin wichtige Impulse für die einschlägige Fachdiskussion liefern können, wobei gerade die „Vagheit und Diffusität“ der verwendeten Begrifflichkeiten eine gewisse Anschluss- und Zukunftsfähigkeit ermöglichten.

### Haltung zu Gerold Beckers Taten an der Odenwaldschule
Über die Art und Nähe der Beziehung von Hentigs zu Gerold Becker wurde spekuliert. Er selbst bezeichnete Becker als „Freund“. Die Neue Zürcher Zeitung bezeichnete ihn als Lebensgefährten. Der Erziehungswissenschaftler Jürgen Oelkers vermutet „eine lebenslange Abhängigkeit“, über die sich kaum mehr sagen lasse. Zu Beckers Lebzeiten sei eine Paarbeziehung sichtbar geworden. Von Hentig widmete Becker sein Buch Die Schule neu denken (1993). In einem Interview erklärte er: „Gerold Becker ist mein Freund und seit 1994 mein Nachbar im selben Haus“. Im dritten Band seiner Memoiren bekannte sich von Hentig 2016 zu seiner Liebesbeziehung zu Becker und vermutet, dieser sei sie zwecks Überwindung seiner Pädosexualität eingegangen:

„Gerold hat mich gesucht, um sich aus der Abhängigkeit von den Jungen zu lösen. Seine Liebe zu mir – ich glaube fest, dass es Liebe war – sollte ihn von den eigenen Abgründen retten. Sie hat es nicht.“

Wegen der engen Verbindung zu Becker hätte von Hentig ihn nach eigenem Bekunden gern dabei gehabt, als er sein Reformprojekt in Bielefeld anging. Becker zog es aber vor, an die Odenwaldschule zu gehen. In Kontakt blieben beide aber auch in den folgenden Jahren und Jahrzehnten. So nahm von Hentig 1985 zum Beispiel an den Feiern zum 75-jährigen Bestehen der Odenwaldschule teil. Vor dem Festpublikum in Heppenheim führte er mit dem damaligen Bundespräsidenten Richard von Weizsäcker ein Gespräch über Erwartungen an die Schule – Erwartungen an den Staat. Das Staatsoberhaupt war Vater des Odenwaldschülers Andreas von Weizsäcker, von Hentig dessen Pate. Im selben Jahr organisierte Gerold Becker als Mitherausgeber eine Festschrift zum 60. Geburtstag Hartmut von Hentigs. Bald nach seiner Emeritierung fasste von Hentig Anfang der 1990er Jahre den Plan, seinen Alterswohnsitz gemeinsam mit Gerold Becker in Berlin zu errichten, wo beide 1994 in zwei getrennte Wohnungen eines Hauses am Kurfürstendamm einzogen.
Von Hentig wurde nach seinen ersten Äußerungen zu den Missbrauchsfällen an minderjährigen Schutzbefohlenen an der Odenwaldschule scharf kritisiert. Er hatte als langjähriger enger Freund des im Juli 2010 verstorbenen Becker dazu eine Stellungnahme verfasst. Becker wurde in dem Abschlussbericht von zwei mit der Aufklärung der Vorgänge an der Odenwaldschule Beauftragten sexueller Missbrauch vorgeworfen; er wurde als Haupttäter und „klassischer Pädophiler“ bezeichnet. Von Hentig beteuerte, von den vielfältigen Fällen sexuellen Missbrauchs durch Becker nichts gewusst zu haben. Er wurde zudem mit den Worten zitiert, Becker habe sich wahrscheinlich von den Opfern verführen lassen. In einem offenen Brief kritisierte Lutz van Dijk, der sich darin als Freund von Hentigs bezeichnet, dass von Hentig in seiner Loyalität zu Gerold Becker sich zur „Ignoranz gegenüber den Opfern von sexuellem Missbrauch“ habe hinreißen lassen.
Unter dem Eindruck der Berichte von Betroffenen bezeichnete von Hentig in einer im November 2011 öffentlich gewordenen Stellungnahme sexuellen Missbrauch von Kindern als ein Verbrechen und zeigte sich von den Vorwürfen gegen seinen Freund hart getroffen. Er bitte die Opfer, Becker zu verzeihen, worum dieser vor seinem Tod gebeten habe, erklärte aber, er werde sich von seinem toten Freund nicht abkehren. Das nütze niemandem und sei von ihm auch nicht zu erwarten.
Im September 2015 äußerte von Hentig „tiefes Mitgefühl“ für die „kindlichen und jugendlichen Opfer der Straftaten“. Er sei mehrfach falsch zitiert und verstanden worden und habe nie behauptet, dass Schüler Becker „verführt“ hätten. Von Hentig sagte dazu: „Wenn mein Lebenswerk nicht für mich einsteht, wird das die Richtigstellung von Zitaten gewiss nicht bewirken“.
Im Mai 2016 erschien der dritte Band seiner Lebenserinnerungen, in dem sich von Hentig auf annähernd 1000 Druckseiten mit dem Missbrauchsskandal an der Odenwaldschule und den gegen ihn und Becker erhobenen Vorwürfen auseinandersetzt. Der Journalist Volker Breidecker bezeichnet diesen Teil der Selbstdarstellung als „stolze Rechtfertigung“, als Verharmlosung der Geschehnisse und Verklärung seines Lebensgefährten Gerold Becker:

„Und er [von Hentig] begegnet den Opfern Gerold Beckers mit Infamie und ihren Zeugnissen mit dem Gestus des Großinquisitors: Heuchler und Verräter sind es in seinen Augen, gnadenlose ‚Rächer‘ mit verkorksten Biografien, die als von fremder Hand erlittene Traumata ausgeben, was sie sich im Abstand vieler Jahre an Verletzungen entweder eingebildet haben oder was ihnen von außen – von Therapeuten, Journalisten und anderen Moralaposteln – eingeredet worden sei.“

Weil von Hentig in seiner Autobiographie Beckers sexuelle Übergriffe zum Teil als einvernehmliche erotische Begegnungen hinstellt und die Glaubwürdigkeit der Opfer des sexuellen Missbrauchs in Frage stellt, stieß das Buch unter den Rezensenten auf Ablehnung. Der Medienwissenschaftler Bernhard Pörksen deutet es als eine angestrengte Selbstüberredung von Hentigs: „Bis er sich eine monströs hässliche Welt schöngeschrieben hat.“ Die Erziehungswissenschaftlerin Hanna Kiper kritisiert, dass von Hentig jede Empathie mit den Opfern vermissen lasse, stattdessen die Täter des Missbrauchs verteidige und Mitleid mit deren seelischen Nöten einfordere. Er deute die Kritik an dem jahrelangen Missbrauch an der Odenwaldschule als sexualpolitischen Backlash, als „Hexenwahn“ bzw. „üppig wuchernde Verschwörungstheorien“ gegen die liberale Intelligenz. Sie resümiert:

„Wenn sich als Pädagogen verstehende Menschen dabei solche Argumentationsfiguren benutzen, die Täter sexueller Gewalt zur Leugnung oder Verteidigung ihres Handelns wählen und diese als ‚pädagogisch‘ ausgeben, ist ein entschiedenes Zurückweisen notwendig, auch um den Unterschied zwischen pädagogischem Denken und Handeln und dem Benutzen eines pädagogischen Jargons zur Verhüllung krimineller Absichten zu verdeutlichen.“

Insofern müsse das Werk von Hentigs nun kritisch gesichtet werden.
Im Zuge der öffentlichen Kritik an von Hentig und seinen Äußerungen erkannte die Comenius-Stiftung ihm den 1994 verliehenen Comenius-Preis im Jahr 2011 ab. Ebenso wurde ihm 2017 der Ernst-Christian-Trapp-Preis von der Deutschen Gesellschaft für Erziehungswissenschaft aberkannt, den von Hentig 1998 erhalten hatte. Die Universität Kassel entzog ihm mit Beschluss vom 14. Juli 2021 die Ehrendoktorwürde. In der Begründung heißt es, dass seine 2016 veröffentlichte Auseinandersetzung mit den Vorgängen um die Missbrauchsfälle an der Odenwaldschule (Noch immer Mein Leben) ein „erhebliches wissenschaftliches Fehlverhalten darstellt“.

### Filmische Darstellung
In dem Film Die Auserwählten, der die Missbrauchsfälle an der Odenwaldschule behandelt, kommt Hartmut von Hentig in der Nebenfigur des Hasso von Gravenborg vor.

## Auszeichnungen und Ehrungen
- 1969 Schillerpreis der Stadt Mannheim
- 1980 Bundesverdienstkreuz 1. Klasse
- 1985 Lessing-Preis der Freien und Hansestadt Hamburg
- 1986 Sigmund-Freud-Preis für wissenschaftliche Prosa
- 1987 Großes Verdienstkreuz des Verdienstordens der Bundesrepublik Deutschland
- 1991 Ordentliches Mitglied der Academia Europaea[88]
- 1994 Comenius-Preis (2011 aberkannt)[89][90][91]
- 1998 Ernst-Christian-Trapp-Preis (am 20. Januar 2017 aberkannt)[92]
- 2003 Eugen-Kogon-Preis der Stadt Königstein im Taunus
- 2003 Preis der Schweizer Dr. Margrit Egnér-Stiftung, Zürich
- 2004 Ehrendoktorwürde der Universität Kassel (aberkannt durch Beschluss des Senats der Universität Kassel vom 14. Juli 2021[93])
- 2005 Verdienstmedaille des Landes Baden-Württemberg[94]

## Mitgliedschaften (Auswahl)
- Beirat der Humanistischen Union

## Schriften
- Hellas und Rom. Lesewerk zur Geschichte. Langwiesche-Brandt, Ebenhausen b. München, 1964.
- Platonisches Lehren. Probleme der Didaktik, dargestellt am Modell des altsprachlichen Unterrichts. Band 1. Klett, Stuttgart 1966.
- Das Bielefelder Oberstufen-Kolleg. Ernst Klett, Stuttgart 1971.
- Cuernavaca oder: Alternativen zur Schule?. Ernst Klett / Kösel, Stuttgart / München 1971.
- Schule als Erfahrungsraum? Eine Übung im Konkretisieren einer pädagogischen Idee. Ernst Klett, Stuttgart 1973.
- Pädagogik. In: Meyers Enzyklopädisches Lexikon. Band 18. Mannheim 1976.
- Was ist eine humane Schule? 7. Auflage. München / Wien 1987 (Originalausgabe 1976).
- Paff, der Kater oder Wenn wir lieben. Carl Hanser Verlag, München / Wien 1978.
- Die entmutigte Republik. Politische Aufsätze. Frankfurt a. M. 1982 (Originalausgabe: München / Wien 1980).
- Die Krise des Abiturs und eine Alternative. Klett-Cotta, Stuttgart 1980.
- Aufgeräumte Erfahrung. Texte zur eigenen Person. Hanser, München / Wien 1983.
- Ergötzen, Belehren, Befreien. Schriften zur ästhetischen Erziehung. Hanser, München / Wien 1985.
- Die Menschen stärken, die Sachen klären. Ein Plädoyer für die Wiederherstellung der Aufklärung. Reclam, Stuttgart 1985.
- Arbeit am Frieden. Übungen im Überwinden der Resignation. Hanser, München / Wien 1987.
- Das allmähliche Verschwinden der Wirklichkeit. Ein Pädagoge ermutigt zum Nachdenken über die Neuen Medien. Hanser, München / Wien 1987.
- Magier oder Magister? Über die Einheit der Wissenschaft im Verständigungsprozeß. Klett-Cotta, Stuttgart, 1988.
- Bibelarbeit. Verheissung und Verantwortung für unsere Welt. Hanser, München / Wien 1988.
- Die Schule neu denken. Eine Übung in praktischer Vernunft. Hanser, München / Wien 1993.
- Bildung. Ein Essay. Hanser, München / Wien 1996.
- Kreativität. Hohe Erwartung an einen schwachen Begriff. Hanser, München / Wien 1998.
- Die Bielefelder Laborschule. Aufgaben, Prinzipien, Einrichtungen. Eine empirische Antwort auf die veränderte Funktion der Schule. Band 7 Bielefeld, 1998.
- Ach, die Werte. Ein öffentliches Bewusstsein von zwiespältigen Aufgaben. Über eine Erziehung für das 21. Jahrhundert. Hanser, München / Wien 1999.
- Kolumnen. Radius-Verlag, Stuttgart, 2000.
- Fahrten und Gefährten. Reiseberichte aus einem halben Jahrhundert. Hanser, München / Wien 2000.
- Warum muss ich zur Schule gehen? Eine Antwort an Tobias in Briefen. Hanser, München / Wien 2001.
- Wissenschaft. Eine Kritik. Hanser, München / Wien 2002, ISBN 978-3-446-20376-1.
- Der technischen Zivilisation gewachsen bleiben. Nachdenken über die neuen Medien und das gar nicht mehr allmähliche Verschwinden der Wirklichkeit. Beltz, Weinheim und Basel 2002.
- Rousseau oder die wohlgeordnete Freiheit. C.H. Beck, München, 2003.
- Bewährung. Von der nützlichen Erfahrung, nützlich zu sein. Hanser, München 2006.
- Mein Leben – bedacht und bejaht. Kindheit und Jugend. Hanser, München 2007.
- Mein Leben – bedacht und bejaht. Schule, Polis, Gartenhaus. Hanser, München 2007.
- Mein Leben – bedacht und bejaht; Band 1 + 2 in einem Buch; Beltz; Weinheim und Basel 2009; ISBN 978-3-407-22911-3
- Noch immer Mein Leben. Erinnerungen und Kommentare aus den Jahren 2005 bis 2015. Was mit Kindern, Berlin 2016, ISBN 978-3-945810-26-2.